# Historia de Antigua y Barbuda

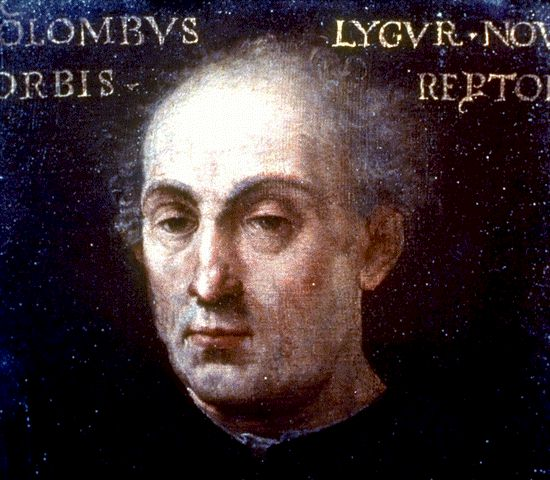
Cristóbal Colón.

Los primeros habitantes de las islas de Antigua y Barbuda llegaron alrededor del 2400 a. C., que fueron amerindios pre-cerámicos. Más tarde, las tribus amerindias arahuaco y posteriormente los caribes poblaron las islas. La isla de Antigua fue llamada originalmente por los nativos Wadadli. 
Cristóbal Colón avistó las islas en su segundo viaje en 1493, denominando a la más grande como Antigua en honor de Santa María la Antigua de Sevilla. Los primeros intentos europeos de establecerse en las islas fracasaron debido a las excelentes defensas de los caribes. La isla fue colonizada primero por los españoles, pero pronto pasó a poder de los bucaneros. La primera colonia inglesa se remonta a 1632. Procedían de San Cristóbal y su primer gobernador fue Thomas Warner, más tarde se fueron asentando colonos irlandeses. Su economía se basó principalmente en el cultivo de tabaco, índigo y azúcar. La esclavitud, establecida para favorecer el crecimiento y la rentabilidad de las plantaciones de azúcar en Antigua, fue abolida en 1834.
Las islas se convirtieron en un estado independiente en el seno de la Commonwealth británica en 1981, y Vere Bird se convirtió en el primer ministro.
En 2005, Baldwin Spencer de la UPP (United Progessive Party) pasa a ser el primer ministro 
- Datos: Q2744516
- Multimedia: History of Antigua and Barbuda / Q2744516